# 音速
音速（英語：Speed of sound），指聲波在介質中傳遞的速率，定義為聲波在單位時間內所行進的路徑長。

## 歷史
1687年，牛頓的《自然哲學的數學原理》中計算出空氣中的音速為每秒979英尺(298m/s)，但這比實際速度低了約15%，主要是因為牛頓在當時認為聲音的傳播過程是等溫過程，而不是現在所熟知的絕熱過程，這一錯誤直至18世紀才被拉普拉斯以熱質說為基礎進行修正。

在17世紀，人們曾多次進行音速的測量實驗，包括1630年馬蘭·梅森(每秒1380巴黎尺，約448.28m/s)、1635年皮埃爾·伽桑狄(每秒1473巴黎尺，約478.49m/s)和羅伯特·波義耳(每秒1125巴黎尺，約365.45m/s)。1巴黎尺等於325毫米，比現代所使用國際英尺(304.8毫米)更長。
1709年，英國牧師威廉·德漢則發表了更精確的聲速測量方式，他所量得數據為每秒1072巴黎英尺(約348.23m/s)。德漢從英國阿普敏斯特聖勞倫斯教堂上使用望遠鏡觀察遠處霰彈槍開火所產生的火光，接著利用秒擺測量從開火至聽到槍聲的時間。他同時也測量了許多當地地標的聲速數據，包括英國北奧肯登的一些教堂，再透過三角測量即可求得距離，進而推算出聲音的速度。

## 基本概念
音速與傳遞介質的材質狀況（如密度、溫度、壓力...）有絕對關係，而與發聲者（波源）本身的速度無關，若發聲者與觀察者間有相對運動關係，就會產生都卜勒效應；因此，超音速時的諸多物理現象（如震波、音爆、音障...）與聲音無關，而是壓縮波密集累積所產生的物理現象。
聲音的傳播速度在固體最快，其次液體，而氣體中的音速最慢。通常「音速」是指在聲波以空氣作為介質時的行進速度，通常約為343.2公尺/秒（1,236公里/小时）。音速會受空氣狀態之影響（如濕度、溫度、密度...）而有不同數值。如攝氏0度之海平面音速约为331.5公尺/秒，而10000公尺高空之音速約為295公尺/秒；此外，當環境溫度每升高1°C時，音速就會增加0.607公尺/秒。
据推测，任何介质中的音速都只能小于真空中的光速的{\displaystyle 1/{\sqrt {3}}}。
而凝聚态介质中的音速上限则可能取決於精細結構常數和質子電子質量比，約等於每秒36公里。
在固體中有兩種可能的聲波，其中一種是與流體相同的縱波，另一種是流體沒有的橫波，兩種不同的聲波可以有不同的傳播速度（例如地震波）。縱波形式的音速取決於介質的壓縮率和密度，而固體中橫波形式的音速取決於介質的剛度和密度。

## 音速的一般公式
一般來說，音速c 的大小有其公式，
{\displaystyle c={\sqrt {\frac {B}{\rho }}}}
其中{\displaystyle B}是不可壓縮率，{\displaystyle \rho }是密度。
因此音速隨著介質的不可壓縮率增加而變快，隨著介質的密度增加而變慢。1816年，Pierre-Simon Laplace修正了牛顿的声速公式，指出了声传播是一个热力学绝热过程（体系与外界没有热量传递）而不是牛顿所认为的等温过程（体系温度保持恒定）。對於一般的狀態方程式，在經典力學適用範圍內，音速c 可表示成
{\displaystyle c={\sqrt {\frac {\partial p}{\partial \rho }}}}
此處偏微分針對絕熱變化。
对于远离液态工作点的理想气体，
{\displaystyle c={\sqrt {\gamma RT}}}
式中:
{\displaystyle \gamma }为定压比热与定容比热之比，双原子气体（包括空气）{\displaystyle \gamma }=1.4
R为气体常数,空气为287J/(kg·K)
T为绝对温度(K)
如果相對論的效應明顯的話，音速可由相對論的歐拉方程式計算。
声速在干燥空气中传播时受到环境温度的影响，音速與氣溫的經驗公式可表示為：
{\displaystyle c=331.6+0.6T}
其中{\displaystyle T}为攝氏溫度，331.6 m/s是声波在空气中温度為0摄氏度时的传播速度。

## 相關項目
- 光速
- 馬赫
- 空氣動力學